# Endomorfizm
Endomorfizm – w teorii kategorii morfizm danej struktury matematycznej w siebie. Zbiór {\displaystyle \mathrm {End} \;{\mathcal {A}}} wszystkich endomorfizmów struktury {\displaystyle {\mathcal {A}}} wraz z działaniem składania przekształceń jest monoidem (tzn. półgrupą z jedynką). W strukturach algebraicznych endomorfizmy są homomorfizmami danej struktury w siebie.

## Przykłady
- endomorfizm grup
- endomorfizm pierścieni
- endomorfizm przestrzeni liniowych wraz z ich macierzami